# Prompton
Prompton es un borough ubicado en el condado de Wayne en el estado estadounidense de Pensilvania. En el año 2000 tenía una población de 243 habitantes y una densidad poblacional de 58.8 personas por km².

## Geografía
Prompton se encuentra ubicado en las coordenadas 41°34′56″N 75°19′48″O / 41.58222, -75.33000.

## Demografía
Según la Oficina del Censo en 2000 los ingresos medios por hogar en la localidad eran de $24,375 y los ingresos medios por familia eran $31,250. Los hombres tenían unos ingresos medios de $31,071 frente a los $19,167 para las mujeres. La renta per cápita para la localidad era de $15,601. Alrededor del 10.8% de la población estaba por debajo del umbral de pobreza.